# Карамат, Джехангир
Джехангир Карамат (англ. Jehangir Karamat; 20 февраля 1941) — генерал пакистанских вооружённых сил, занимал должность командующего сухопутными войсками Пакистана с 12 января 1996 по 6 октября 1998 года.

## Биография
В 1961 году окончил с отличием Пакистанскую военную академию в городе Какул. Служил во время Второй индо-пакистанской войны в составе бронетанкового подразделения пакистанской армии. Дослужился до звания генерала, занимал должность командующего сухопутными войсками (1996—1998) и председателя Объединённого комитета начальников штабов (1997—1998). После увольнения с военной службы Джехангир Карамат занимал должность посла Пакистана в Соединённых Штатах Америки (с 17 ноября 2004 по 3 июня 2006 года).